# 堀之内幼稚園
堀之内幼稚園（ほりのうちようちえん）は、静岡県菊川市にある学校法人堀之内学園が運営する私立幼稚園。

## 概要
- 学園理事長：牧野千栄
- 園長：牧野千栄
- 児童数：153（年少61、年中53、年長39）
- 学級数：7（年少3、年中2、年長2）
- 所在地：静岡県菊川市堀之内69番地

同じ敷地内には関連法人である社会福祉法人愛育会の愛育保育園があり、幼稚園と保育園が園庭やプールなどの施設を共有している。幼稚園と保育園をあわせて「堀之内愛育園」と呼称することもある。
園は菊川市役所の西側、高田が丘のふもとにあるため、通称「おやまの幼稚園」とよばれる。一部の行事は高田が丘の上にある菊川公園や、市役所敷地内にある市総合体育館を利用する。

## 沿革
- 1954年（昭和29年）3月26日 - 菊川市出身の文学博士藤本一雄が創設し開園。
- 1984年（昭和59年） - 鉄筋コンクリート3階建ての現園舎落成。
高田が丘に上る道路（常葉学園正門付近）に園舎から行ける通路を新設。高田が丘の斜面を一部削って園庭を拡張したため、斜面は急な崖になった。